# Kepler-77b
Kepler-77b es un planeta extrasolar que orbita la estrella Kepler-77. Fue descubierta por el método de tránsito astronómico en el año 2013. Kepler-77b es un planeta de la masa de Saturno transitando en una órbita 3,6 días. Se encontró mediante el sistema de fotomet´ria disponible al público del Kepler y se ha confirmado de forma independiente. El planeta tiene uno de los albedos más bajos de todos los gigantes gaseosos conocidos (menos de 0,087).